# Meinhard I van Gorizia
Meinhard I van Gorizia (circa 1070 - 1142) was van 1122 tot aan zijn dood graaf van Gorizia. Hij behoorde tot het huis Gorizia.

## Levensloop
Het huis Gorizia, beter bekend als het huis der Meinhardijnen, was van Beierse origine: Meinhards vader Meginhard werd namelijk gedocumenteerd als graaf in het Beierse Pustertal. Het huis der Meinhardijnen was in staat om grote landerijen te bemachtigen die in handen waren van het pas opgerichte patriarchaat Aquileja, met de stad Gorizia als residentie. In 1090 volgde Meinhards oudere broer Engelbert I zijn vader op als heerser in het Pustertal en van de bezittingen in Gorizia. 
Omdat Engelbert I kinderloos was gebleven, volgde Meinhard I in 1122 zijn oudere broer Engelbert op als graaf van Gorizia. Op dat moment bevatten de landerijen van Meinhard bezittingen in het Hochpustertal van de Abdij van Innichen tot de stad Lienz alsook de landen rond Gorizia in Friuli, het latere centrum van het graafschap Gorizia, en delen van het markgraafschap Istrië, inclusief het kasteel van Pazin.

## Huwelijken en nakomelingen
Eerst was Meinhard gehuwd met een vrouw genaamd Hildegard, maar dit huwelijk bleef kinderloos. Daarna hertrouwde hij met Elisabeth, dochter van graaf Botto van Schwarzburg. Ze kregen vier kinderen:
- Hendrik II (overleden in 1149), graaf van Gorizia
- Engelbert II (overleden in 1191), graaf van Gorizia
- Meinhard (overleden in 1193), markgraaf van Istrië
- Beatrix, zuster in de Benedictijnenabdij van Aquileia